# Капраніка
Капраніка (італ. Capranica) — муніципалітет в Італії, у регіоні Лаціо,  провінція Вітербо.
Капраніка розташована на відстані близько 50 км на північний захід від Рима, 19 км на південь від Вітербо.
Населення — 6554 особи (2014).

## Демографія
Населення за роками:

Станом на 1 січня 2023 року в муніципалітеті офіційно проживало 646 іноземців з 54 країн, серед них 387 громадян країн Євросоюзу та 19 громадян України.

## Сусідні муніципалітети
- Барбарано-Романо
- Бассано-Романо
- Рончильйоне
- Сутрі
- Веяно
- Ветралла